# Arpia
Arpia là một chi bướm đêm thuộc họ Noctuidae.

## Các loài
- Arpia janeira Schaus, 1896